# Sankt Peter am Ottersbach
Sankt Peter am Ottersbach é um município da Áustria, situado no distrito de Südoststeiermark, no estado da Estíria. Tem 48,56 km² de área e sua população em 2019 foi estimada em 2.920 habitantes.